# Сауэрбрей, Николин
Николин Сауэрбрей (нидерл. Nicolien Sauerbreij; 31 июля 1979, Де-Хуф, Утрехт) — нидерландская сноубордистка, олимпийская чемпионка 2010 года в параллельном гигантском слаломе, вице-чемпионка мира 2011 года в параллельном слаломе. Обладательница Кубка мира по сноуборду 2007/2008. Стала обладательницей первой медали, завоёванной Нидерландами на зимних Олимпийских играх «на снегу» — не в коньках и не в фигурном катании. Лучшая спортсменка 2010 года в Нидерландах (первая сноубордистка, получившая эту награду).
Участвовала в Олимпийских играх 2002, 2006, 2010 и 2014 годов. В 2002 году была знаменосцем сборной Нидерландов на церемонии открытия. Участница 9 подряд чемпионатов мира по сноуборду (1999, 2001, 2003, 2005, 2007, 2009, 2011, 2013, 2015).
За карьеру более 20 раз была призёром этапов Кубка мира в параллельных дисциплинах, выиграв 8 раз.
Завершила карьеру в марте 2015 года.

## Результаты на крупнейших соревнованиях

### Зимние Олимпийские игры
| Олимпийские игры    | Параллельный слалом | Параллельный гигантский слалом |
| ------------------- | ------------------- | ------------------------------ |
| 2002 Солт-Лейк-Сити | н/д                 | 24                             |
| 2006 Турин          | н/д                 | 12                             |
| 2010 Ванкувер       | н/д                 | 1                              |
| 2014 Coчи           | 20                  | 10                             |